# Anthony LaMolinara
Anthony LaMolinara (...) è un regista cinematografico, produttore cinematografico ed effettista statunitense di origini italiane.
LaMolinara ha vinto una volta l'Oscar per i migliori effetti visivi per il suo lavoro in Spider-Man 2, ricevendo un'altra nomination per Spider-Man.

## Premi
- Premio Oscar
  - 2003 - Candidatura per i migliori effetti speciali per Spider-Man (candidatura condivisa con John Dykstra, John Frazier e Scott Stokdyk)
  - 2005 - Migliori effetti speciali per Spider-Man 2 (premio condiviso con John Dykstra, John Frazier e Scott Stokdyk)[2]